# Nam Đình
Nam Đình (1906-1978) còn có bút danh là Nguyễn Kỳ Nam, tên thật là Nguyễn Thế Phương; là nhà báo, nhà văn Việt Nam ở thế kỷ 20.

## Tiểu sử
Ông sinh năm Bính Ngọ (1906) tại Sài Gòn, nhưng nguyên quán ông ở tỉnh Long An.
Ông gia nhập làng báo khá sớm, từng làm phóng viên của nhiều tờ báo, chuyên viết về tin tức ở tòa án. Những năm 30, ông chủ trương tờ Đuốc công lý, rồi nhật báo Thần chung, một tờ báo tiến bộ đương thời do ông làm Chủ nhiệm kiêm Chủ bút.
Năm 1945, Nam Đình làm Đổng lý văn phòng Bộ Tư pháp của Bộ trưởng Trịnh Đình Thảo trong Chính phủ Trần Trọng Kim.
Sau Cách mạng tháng Tám (1945), ông bị nhóm "báo phân ly" (chủ trương không thống nhất Việt Nam, khác với báo Thần chung) của Chính phủ Cộng hòa tự trị Nam Kỳ khủng bố, tòa soạn báo Thần Chung bị đốt cháy, sau đó báo lại tục bản cho đến năm 1954.
Dưới thời Tổng thống Ngô Đình Diệm, tờ báo này lại bị nhà cầm quyền "đàn áp" nhiều lần vì khác chủ trương.
Năm 1963, sau khi Tổng thống Diệm bị giết chết, Nam Đình lại tiếp tục cộng tác với báo Đuốc nhà Nam, Dân chủ mới,...
Tuổi già, bệnh nặng, ông ra nước ngoài điều trị vào khoảng năm 1977, rồi mất tại Pháp ngày 29 tháng 1 năm 1978, thọ 72 tuổi.

## Tác phẩm
Ngoài là một nhà báo kỳ cựu, Nam Đình còn là một nhà văn có khuynh hướng hiện thực với một số tiểu thuyết như sau: 
- Mộng hoa (1928)
- Túy hoa đình (1930)
- Vô oan trái (1931)
- Bó hoa lài (1932)
- Giọt lệ má hồng (1932)
- Cô Ba Tràng (1935)

Về sau, ông còn chuyển sang viết sử, và có:
- Sài Gòn tháng 9 năm 1946 (1950)
- 83 năm nước Pháp với Việt Nam đã mấy lần ký hiệp ước (1946)
- Hồi ký 1925-1964 (3 tập, nhưng mới in 2 tập vào năm 1964)...

## Sách tham khảo
- Nguyễn Q. Thắng, mục từ "Nam Đình" trong Từ điển văn học (bộ mới). Nhà xuất bản Thế giới, 2004.
- Nguyễn Q. Thắng-Nguyễn Bá Thế, Từ điển nhân vật lịch sử Việt Nam, mục từ: "Nguyễn Thế Phương". Nhà xuất bản Khoa học xã hội, Hà Nội, 1992.